# Jabłonowo (powiat pilski)
Jabłonowo – wieś w Polsce położona w województwie wielkopolskim, w powiecie pilskim, w gminie Ujście.

## Podział
| SIMC    | Nazwa              | Rodzaj    |
| ------- | ------------------ | --------- |
| 1007748 | Jabłonowo za Torem | część wsi |
| 1007754 | Jabłonówko         | część wsi |
| 1007760 | Kasztanowa         | część wsi |
| 1007808 | Pod Bukami         | część wsi |
| 1007850 | Wiśniowa           | część wsi |

## Historia
Miejscowość pierwotnie związana była z Wielkopolską. Ma metrykę średniowieczną i istnieje co najmniej od początku XV wieku. Wymieniona w dokumencie z 1403 pod nazwą Iablonowo, 1450 Jabłonowo, 1508 Jablonova.
Miejscowość była wsią królewską, a później szlachecką leżącą w starostwie ujskim należącą do rodu Jabłonowskich, którzy wywiedli swoje nazwisko od nazwy wsi dodając do niej końcówkę -ski. W 1450 leżała w powiecie poznaańskim Korony Królestwa Polskiego, a w 1510 należała do parafii Ujście.
W 1408 sąd polubowny przysądził synom Przedpełka braciom ze Stęszewa, kasztelanowi poznańskiemu Mościcowi oraz jego bratu Jugowi, miasto Stęszew wraz z dwoma wsiami Dębno, a także folwark z 4 łanami, 1/3 Bzowa oraz trzecią część Jabłonowa. W latach 1446–1477 właścicielami w miejscowości byli bracia Maciej i Wojciech Jabłonowski. W 1450 Bieniak z Mirosławia zapisał żonie Małgorzacie po 100 złotych posagu oraz wiana na Jabłonowie. W 1477 Wojciech Jablonowski zapisał Stanisławowi Dołędze z Pomorzan czynsz roczny po 4 grzywny z części wsi Jabłonowo oraz części Mirosławia za 80 grzywien sumy głównej. W 1486 oddał on także 5 łanów osiadłych w Jabłonowie o wartości 50 grzywien jako posag swojej ciotce Katarzynie, żonie Mikołaja Kokalewskiego z Koąkolewa koło Grodziska Wielkopolskiego. W 1487 Maciej Zaremba Jabłonowski przy transakcji zakupu kupuje połowy Gołcza (obecnie Gulcz) za 80 grzywien od Hieronima Rożnowskiego zapisał mu czynsz roczny z Jabłonowa w wysokości trzech grzywien. W 1489 Wojciech Zaremba Jabłonowski zapisał swojej żonie Zofii po 100 grzywien posagu oraz wiana na połowie swych części w Jabłonowie i w Mirosławiu oraz na folwarku zwanym Mieścisko. W 1527 Jan Jabłonowski zapisał żonie Annie córce Jana Bielawskiego po 206 grzywien posagu i wiana na Jabłonowie.
Miejscowość odnotowano w historycznych dokumentach podatkowych. W 1470 oraz w 1475 dziedzice Jabłonowa i Mirosławia zalegali z płaceniem podatków. W 1508 pobierano wiardunki królewskie ze wsi. Liczyła ona 7 łanów, a stała w niej karczma, oraz młyn zbożowy o jednym kole. W 1509 odnotowano w miejscowości 7 łanów, karczmę oraz opuszczony młyn. W 1510 wieś liczyła 8 łanów osiadłych i 8 łanów opuszczonych. W 1563 miał miejsce pobór z 8 łanów, młyna dorocznego o jednym kole. W 1577 płatnikiem poboru podatkowego ze wsi był Krzysztof Jabłonowski. W 1580 zapłacił on pobór od 3,5 łana, 10 zagrodników, jednego garncarza, kołodzieja oraz od młyna dorocznego o dwóch kołach.
W latach 1975–1998 miejscowość należała administracyjnie do województwa pilskiego.

## Zabytki
- zespół pałacowy z XVIII/XIX w.[7]: 
  - Pałac w Jabłonowie
  - oficyna
  - park
- zespół folwarczny z trzeciej ćwierci XIX w.[8]:
  - gorzelnia
  - kuźnia
  - spichrz
  - dwiestodoły
  - obora
- cmentarz ewangelicki z początku XIX w.[9][10]